# Peripatus juanensis
Peripatus juanensis är en klomaskart som beskrevs av Eugène Louis Bouvier 1900. Peripatus juanensis ingår i släktet Peripatus och familjen Peripatidae. Inga underarter finns listade i Catalogue of Life.